# WWE Heat
Pour les articles homonymes, voir Heat.
WWE Heat (anciennement connu sous le nom de WWF Sunday Night Heat) est un ancien show de catch professionnel de la World Wrestling Entertainment qui met en avant les catcheurs de « seconde zone » de la division RAW. 
L'émission était diffusée sur WWE.com les vendredis après-midis pour les nord-américains. Cependant, le show reste télévisé internationalement au Royaume-Uni sur Sky Sports 3, en Indonésie sur Lativi, en Australie sur Fox8, en Inde sur Ten Sports, en Amérique Latine sur FX, en Allemagne sur Premiere et aux Philippines sur Jack TV. Il prend fin le 31 mai 2008 et les rumeurs le remplacerait par la ECW.
Heat était auparavant diffusé aux États-Unis sur le USA Network, MTV et Spike TV, sur CTV Sportsnet au Canada et sur Action en France.

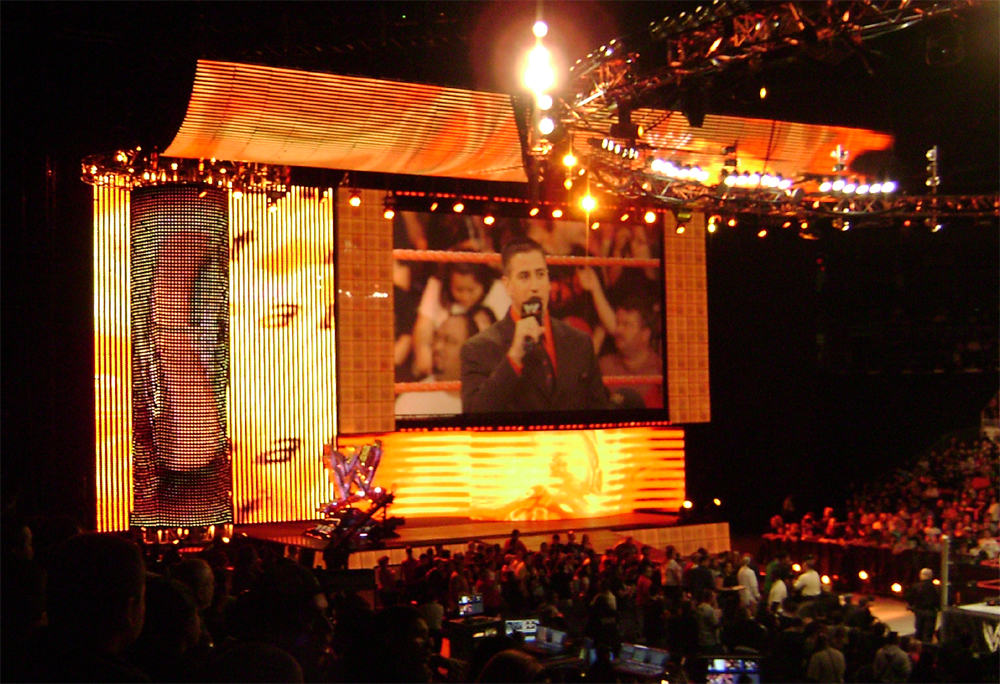
Sunday Night Heat en 2008

## Commentateur
| commentateur      | période         |
| ----------------- | --------------- |
| Shane McMahon     | 1998–1999       |
| Jim Cornette      | 1998–1999       |
| Michael Cole      | 1998–2002, 2005 |
| Kevin Kelly       | 1998–2000       |
| Michael Hayes     | 1999–2002       |
| Tazz              | 2000–2001       |
| Jonathan Coachman | 2001–2007       |
| Raven             | 2001–2002       |
| Al Snow           | 2001–2004       |
| Chris Leary       | 2001            |
| Marc Lloyd        | 2002–2005       |
| D'Lo Brown        | 2002–2003       |
| Lita              | 2002–2003       |
| Todd Grisham      | 2004–2008       |
| Lisa Moretti      | 2004–2005       |
| Joey Styles       | 2006            |
| Steve Romero      | 2006            |
| Jack Korpela      | 2007–2008       |
| Josh Mathews      | 2007–2008       |

## Diffusion
| Saison | jour     | Chaîne      | Année     | notes |
| 1      | dimanche | USA Network | 1998–1999 | Période de l'ère attitude et l'indépendance du show.USA Network ne souhaite pas renouveler son contrat avec la WWF. |
| 2      | dimanche | USA Network | 1999–2000 | Période de l'ère attitude et l'indépendance du show.USA Network ne souhaite pas renouveler son contrat avec la WWF. |
| 3      | dimanche | MTV         | 2000–2001 | Période de l'ère attitude et l'indépendance du show.USA Network ne souhaite pas renouveler son contrat avec la WWF. |
| 4      | dimanche | MTV         | 2001–2002 | Période de la Ruthless Agression la WWF devient WWE. En 2002 avec l'arrivée de la Brand Extension le show devient la sous-division de RAW. MTV souhaitant changer sa programmation pour devenir exclusivement une chaîne musical interrompre le catch et son contrat avec la WWE. En 2003 The Nashville Network,(TNN) change de nom pour Spike TV. Spike décide de quitter la WWE pour diffuser la TNA iMPACT. Le show se faisant remplacer sur WWE.com par des bests of de la ECW en 2008. |
| 5      | dimanche | MTV         | 2001–2002 | Période de la Ruthless Agression la WWF devient WWE. En 2002 avec l'arrivée de la Brand Extension le show devient la sous-division de RAW. MTV souhaitant changer sa programmation pour devenir exclusivement une chaîne musical interrompre le catch et son contrat avec la WWE. En 2003 The Nashville Network,(TNN) change de nom pour Spike TV. Spike décide de quitter la WWE pour diffuser la TNA iMPACT. Le show se faisant remplacer sur WWE.com par des bests of de la ECW en 2008. |
| 6      | dimanche | MTV         | 2002–2003 | Période de la Ruthless Agression la WWF devient WWE. En 2002 avec l'arrivée de la Brand Extension le show devient la sous-division de RAW. MTV souhaitant changer sa programmation pour devenir exclusivement une chaîne musical interrompre le catch et son contrat avec la WWE. En 2003 The Nashville Network,(TNN) change de nom pour Spike TV. Spike décide de quitter la WWE pour diffuser la TNA iMPACT. Le show se faisant remplacer sur WWE.com par des bests of de la ECW en 2008. |
| 7      | dimanche | TNN\Spike   | 2003–2004 | Période de la Ruthless Agression la WWF devient WWE. En 2002 avec l'arrivée de la Brand Extension le show devient la sous-division de RAW. MTV souhaitant changer sa programmation pour devenir exclusivement une chaîne musical interrompre le catch et son contrat avec la WWE. En 2003 The Nashville Network,(TNN) change de nom pour Spike TV. Spike décide de quitter la WWE pour diffuser la TNA iMPACT. Le show se faisant remplacer sur WWE.com par des bests of de la ECW en 2008. |
| 8      | dimanche | TNN\Spike   | 2004–2005 | Période de la Ruthless Agression la WWF devient WWE. En 2002 avec l'arrivée de la Brand Extension le show devient la sous-division de RAW. MTV souhaitant changer sa programmation pour devenir exclusivement une chaîne musical interrompre le catch et son contrat avec la WWE. En 2003 The Nashville Network,(TNN) change de nom pour Spike TV. Spike décide de quitter la WWE pour diffuser la TNA iMPACT. Le show se faisant remplacer sur WWE.com par des bests of de la ECW en 2008. |
| 9      | vendredi | WWE.com     | 2005–2006 | Période de la Ruthless Agression la WWF devient WWE. En 2002 avec l'arrivée de la Brand Extension le show devient la sous-division de RAW. MTV souhaitant changer sa programmation pour devenir exclusivement une chaîne musical interrompre le catch et son contrat avec la WWE. En 2003 The Nashville Network,(TNN) change de nom pour Spike TV. Spike décide de quitter la WWE pour diffuser la TNA iMPACT. Le show se faisant remplacer sur WWE.com par des bests of de la ECW en 2008. |
| 10     | vendredi | WWE.com     | 2006–2007 | Période de la Ruthless Agression la WWF devient WWE. En 2002 avec l'arrivée de la Brand Extension le show devient la sous-division de RAW. MTV souhaitant changer sa programmation pour devenir exclusivement une chaîne musical interrompre le catch et son contrat avec la WWE. En 2003 The Nashville Network,(TNN) change de nom pour Spike TV. Spike décide de quitter la WWE pour diffuser la TNA iMPACT. Le show se faisant remplacer sur WWE.com par des bests of de la ECW en 2008. |
| 11     | vendredi | WWE.com     | 2007–2008 | Période de la Ruthless Agression la WWF devient WWE. En 2002 avec l'arrivée de la Brand Extension le show devient la sous-division de RAW. MTV souhaitant changer sa programmation pour devenir exclusivement une chaîne musical interrompre le catch et son contrat avec la WWE. En 2003 The Nashville Network,(TNN) change de nom pour Spike TV. Spike décide de quitter la WWE pour diffuser la TNA iMPACT. Le show se faisant remplacer sur WWE.com par des bests of de la ECW en 2008. |